# Fernando Bersano
Fernando Bersano (Arroyito, Argentina, 3 de enero de 1998) es un futbolista argentino. Juega como lateral izquierdo y su equipo actual es Asociación Deportiva Tarma de la Liga 1del Perú.

## Trayectoria
Fernando Bersano llegó al Centro de Formación Talleres a los 13 años e hizo todas las inferiores en el club de Barrio Jardín Espinoza. Fue bicampeón con la división Reserva en 2017 y 2018. Firmó su primer contrato en noviembre de 2016 y debutó en enero de 2019 en los triunfos amistosos contra San Martín y Belgrano, aunque su debut oficial se produjo cuando jugó los 90 minutos del partido ante Independiente. Ese mismo año disputó la Copa Libertadores con Talleres, sumando minutos en dos partidos.
Se lesionó los ligamentos en un partido de reserva a comienzos de la temporada 2019-20. Fue operado e hizo la pretemporada 2020. Al no poder afianzarse en el club durante ese año, finalmente se marchó a Villa Dálmine junto a sus compañeros Cristian Ojeda y Stefano Zarantonello.
Para la temporada 2022, fue cedido a préstamo nuevamente, esta vez a Deportivo Morón.
Luego de un año a préstamo en Gimnasia de Mendoza, regreso a Talleres de Córdoba.

## Estadísticas
Actualizado al último partido jugado el 9 de marzo de 2024 
| Club                          | Div.          | Temporada     | Liga  | Liga  | Liga   | Copas nacionales | Copas nacionales | Copas nacionales | Copas internacionales | Copas internacionales | Copas internacionales | Total | Total | Total  |
| Club                          | Div.          | Temporada     | Part. | Goles | Asist. | Part.            | Goles            | Asist.           | Part.                 | Goles                 | Asist.                | Part. | Goles | Asist. |
| ----------------------------- | ------------- | ------------- | ----- | ----- | ------ | ---------------- | ---------------- | ---------------- | --------------------- | --------------------- | --------------------- | ----- | ----- | ------ |
| Talleres de Córdoba Argentina | 1.ª           | 2018-19       | —     | —     | —      | —                | —                | —                | —                     | —                     | —                     | 0     | 0     | 0      |
| Talleres de Córdoba Argentina | 1.ª           | 2019-20       | 8     | 0     | 0      | 2                | 0                | 0                | 2                     | 0                     | 0                     | 12    | 0     | 0      |
| Talleres de Córdoba Argentina | Total club    | Total club    | 8     | 0     | 0      | 2                | 0                | 0                | 2                     | 0                     | 0                     | 12    | 0     | 0      |
| Villa Dálmine Argentina       | 2.ª           | 2021          | 27    | 6     | 0      | —                | —                | —                | —                     | —                     | —                     | 27    | 6     | 0      |
| Villa Dálmine Argentina       | Total club    | Total club    | 27    | 6     | 0      | 0                | 0                | 0                | 0                     | 0                     | 0                     | 27    | 6     | 0      |
| Deportivo Morón Argentina     | 2.ª           | 2022          | 14    | 0     | 1      | —                | —                | —                | —                     | —                     | —                     | 14    | 0     | 1      |
| Deportivo Morón Argentina     | Total club    | Total club    | 14    | 0     | 1      | 0                | 0                | 0                | 0                     | 0                     | 0                     | 14    | 0     | 1      |
| Gimnasia de Mendoza Argentina | 2.ª           | 2022          | 19    | 1     | 2      | —                | —                | —                | —                     | —                     | —                     | 19    | 1     | 2      |
| Gimnasia de Mendoza Argentina | 2.ª           | 2023          | 19    | 1     | 1      | 1                | 0                | 1                | —                     | —                     | —                     | 20    | 1     | 2      |
| Gimnasia de Mendoza Argentina | Total club    | Total club    | 38    | 2     | 3      | 1                | 0                | 1                | 0                     | 0                     | 0                     | 39    | 2     | 4      |
| ADT · Perú                    | 1.ª           | 2024          | 7     | 1     | 2      | —                | —                | —                | 1                     | 0                     | 0                     | 8     | 1     | 2      |
| ADT · Perú                    | 1.ª           | 2025          |       |       |        |                  |                  |                  |                       |                       |                       |       |       |        |
| ADT · Perú                    | Total club    | Total club    | 7     | 1     | 2      | 0                | 0                | 0                | 1                     | 0                     | 0                     | 8     | 1     | 2      |
| Total carrera                 | Total carrera | Total carrera | 95    | 9     | 6      | 3                | 0                | 1                | 3                     | 0                     | 0                     | 101   | 9     | 7      |